# Zaréchenskoye
Zaréchenskoye (del ruso: Зареченское) es un selo del raión de Kalíninskaya del krai de Krasnodar de Rusia. Está situado en las llanuras de Kubán-Priazov, cerca de la orilla del limán Ponurski del río Ponura, un afluente del delta del río Kirpili, 4 km al suroeste de Kalíninskaya y 54 km al noroeste de Krasnodar, la capital del krai. Tenía 314 habitantes en 2010.
Pertenece al municipio Dzhumailovskoye.